# Grand Prix Węgier 1936
Grand Prix Węgier 1936, oficj. I Magyar Nagydíj – niezaliczany do klasyfikacji Mistrzostw Europy wyścig samochodowy typu Grand Prix, który odbył się 21 czerwca 1936 roku w Parku Ludowym w Budapeszcie. Był to pierwszy wyścig Grand Prix na Węgrzech.
W Grand Prix Węgier uczestniczyły fabryczne niemieckie zespoły Mercedes i Auto Union. Pierwsza połowa wyścigu została zdominowana przez Bernda Rosemeyera i Rudolfa Caracciolę. W dalszej części wyścigu prowadzenie dzięki strategii oszczędzania opon objął jednak Tazio Nuvolari w Alfie Romeo, który został zwycięzcą. Podium uzupełnili kierowcy Auto Uniona: Rosemeyer i Achille Varzi.

## Tło
Pierwszy wyścig Grand Prix w historii – Grand Prix Francji 1906 – wygrał Węgier Ferenc Szisz w Renault. Mimo to na organizację wyścigu Grand Prix Węgry czekały trzydzieści lat. W październiku 1935 Királyi Magyar Automobil Club (KMAC) otrzymał od AIACR prawo do organizacji międzynarodowego wyścigu samochodowego, wyznaczając początkowo datę na maj. Na prośbę organizatorów ostateczna data została przesunięta na 21 czerwca.
W lutym 1936 roku jako tor wyścigowy KMAC wybrał Park Ludowy w Budapeszcie (Népliget), największy budapeszteński park publiczny, zlokalizowany na wschód od centrum miasta. Wiosną 1936 roku rozpoczęto prace nad poprawą stanu dróg w parku. Wytyczono tor o długości 4989 m, na który składała się główna prosta o długości 720 m, jak również 22 zakręty, z czego 11 prowadziło w prawo, a 11 w lewo. Na torze znajdowały się cztery nawroty. Średnia szerokość toru wynosiła 11,5 m; najszersza sekcja toru mierzyła 14,4 m, a najwęższa – 8 m.
W ramach przygotowań do organizacji wyścigu wybudowano trybuny na 10 000 miejsc. Zbudowano również mosty i sieć telefoniczną, a niebezpieczne miejsca zabezpieczono workami z piaskiem. Podczas zawodów użyto nowoczesnego systemu pomiaru czasu wykorzystującego fotokomórki, który podawał czas z dokładnością do setnych części sekundy. Podczas weekendu wyścigowego w przygotowaniach uczestniczyło 2500 osób, w tym wojsko.

## Zgłoszenia
Termin zgłoszeń upływał 22 maja, przy czym uczestnicy otrzymywali gratyfikację finansową o równowartości 25 funtów. Początkowo do zawodów zgłosiło się szesnastu kierowców, jednakże do wyścigu przystąpiło tylko jedenastu zawodników. W Grand Prix uczestniczył fabryczny zespół Daimler-Benz, który zdominował sezon 1935, a jego kierowca Rudolf Caracciola został mistrzem Europy. Poza Caracciolą Daimler-Benz do Grand Prix Węgier zgłosił również Manfreda von Brauchitscha, Louisa Chirona i rezerwowego Hermanna Langa. W zawodach uczestniczył także fabryczny zespół Auto Uniona z Hansem Stuckiem, Achille Varzim, Berndem Rosemeyerem i rezerwowym Ernstem von Deliusem. Rosemeyer w 1936 roku odniósł zwycięstwo w trudnych warunkach w wyścigu Eifelrennen. Scuderia Ferrari zgłosiła natomiast Tazio Nuvolariego i Mario Tadiniego, decydując się na wystawienie Alf Romeo 8C-35 z silnikami 3,8 R8. Były to samochody słabsze od konkurentów, ale lepiej się prowadziły. Ferrari zastosowało koła o średnicy 18 cali z przodu i 17 cali z tyłu.
W wyścigu wystartowali również Austin Dobson i Charles Martin, którzy używali prywatnych Alf Romeo P3. W przeciwieństwie do pojazdu Martina, wykorzystującego stare zawieszenie resorowane, Dobson używał nowoczesnego, niezależnego zawieszenia Dubonnet. Jedynym Węgrem w stawce był László Hartmann, który jako jedyny kierowca używał Maserati. Hartmann używał samochodu klasy voiturette z silnikiem o pojemności półtora litra.

## Kwalifikacje
Przywitanie kierowców odbyło się w czwartek 18 czerwca, zaś treningi – dzień później. Były one obserwowane przez 20 000 widzów i służyły zawodnikom przede wszystkim do zapoznania się z trasą. W sobotę natomiast kierowcy starali się uzyskać jak najlepszy czas, od którego zależała pozycja startowa. Pole position z czasem 2:38,15 zdobył Bernd Rosemeyer. Drugi czas uzyskał inny zawodnik Auto Uniona – Hans Stuck. Trzeci był zawodnik Mercedesa, Manfred von Brauchitsch. Najlepszy kierowca Scuderia Ferrari, Tazio Nuvolari, startował z czwartego pola. Po sesji kierowcy uczestniczyli w ceremonii odsłonięcia pomnika Rudolfa Steinwega, który zginął podczas wyścigu górskiego wokół Guggerbergu koło Budapesztu w 1935 roku.

## Wyścig

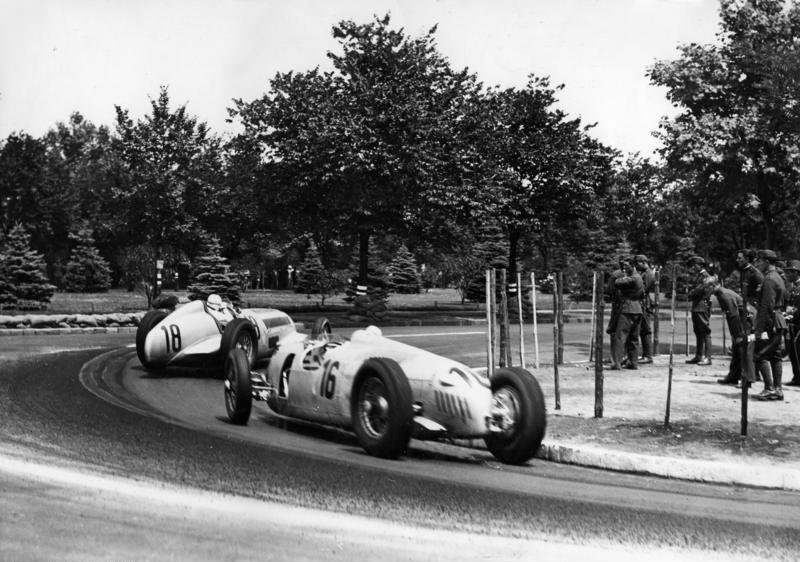
Caracciola i Rosemeyer podczas wyścigu

W dniu wyścigu było słonecznie, temperatura powietrza wynosiła 28°C, a toru 50°C. Tak wysoka temperatura asfaltu powodowała jego topnienie, w efekcie czego samochody ślizgały się. Wyścig obserwowało według różnych źródeł od 70 do 100 tysięcy widzów, wśród których był regent Miklós Horthy. Samochody startowały w rzędach po dwa. O 10:30 wystrzał z broni zasygnalizował, że za pięć minut rozpocznie się wyścig. O 10:35 nadburmistrz Budapesztu Károly Szendy opuszczając flagę dał sygnał do startu. Prowadzenie objął Rosemeyer przed Stuckiem. Po pierwszym okrążeniu za tymi kierowcami jechali von Brauchitsch, Caracciola, Nuvolari, Varzi, Chiron, Tadini, Martin, Dobson i Hartmann. Na czwartym okrążeniu Stuck został wyprzedzony przez von Brauchitscha, Caracciolę i Nuvolariego, przy czym Nuvolari obrał taktykę oszczędzania opon i po pięciu okrążeniach tracił piętnaście sekund do lidera. Na ósmym okrążeniu Caracciola wyprzedził von Brauchitscha, a okrążenie później Rosemeyer po raz pierwszy zdublował ostatniego Hartmanna. Po dziesięciu okrążeniach Rosemeyera i Caracciolę dzieliło 1,2 sekundy.
Na jedenastym okrążeniu Caracciola wyprzedził Rosemeyera i objął prowadzenie, a pięć okrążeń później zdublował Tadiniego. Na dziewiętnastym okrążeniu z wyścigu wskutek awarii sprężarki odpadł Chiron. Po dwudziestu okrążeniach prowadził Caracciola przed Rosemeyerem, von Brauchitschem, Nuvolarim, Varzim, Stuckiem, Tadinim, Martinem, Dobsonem i Hartmannem. Na dwudziestym pierwszym okrążeniu Stuck zjechał na pit stop celem regulacji hamulców, a z powodu złego samopoczucia przekazał pojazd rezerwowemu von Deliusowi. W połowie wyścigu Rosemeyer ponownie objął prowadzenie; czwarty Nuvolari powoli odrabiał straty i znajdował się dwadzieścia sekund za liderem. Na dwudziestym ósmym okrążeniu Caracciola został wyprzedzony przez von Brauchitscha i Nuvolariego. Okrążenie później Niemiec wycofał się z wyścigu, czego powodem był uszkodzony blok silnika Mercedes-Benz ME25; ten sam defekt wyeliminował Caracciolę z wyścigu Eifelrennen tydzień wcześniej. W tym czasie Nuvolari próbował wywierać presję na von Brauchitschu. Na trzydziestym okrążeniu von Brauchitsch podczas dublowania Tadiniego popełnił błąd i wypadł z toru, dzięki czemu Nuvolari wyprzedził kierowcę Mercedesa. Tymczasem von Brauchitsch uderzył w słup telefoniczny. Niemiec był w stanie wrócić do rywalizacji, ale stracił z powodu błędu dwie minuty.
Po trzydziestu okrążeniach prowadził Rosemeyer z przewagą ośmiu sekund nad Nuvolarim, a jedynym kierowcą, który pozostawał na tym samym okrążeniu, był von Brauchitsch. Dalsze pozycje zajmowali Varzi, Tadini, Martin, Delius, Dobson i Hartmann. Na trzydziestym trzecim okrążeniu Martin wycofał się z wyścigu z powodu uszkodzenia tylnej osi. Dwa okrążenia później Nuvolari wyprzedził Rosemeyera i objął prowadzenie, które początkowo powiększał o około sekundę na okrążeniu. Okrążenie później ustanowił rekord okrążenia z czasem 2:35,68, a po 43 okrążeniach prowadził z przewagą szesnastu sekund nad Rosemeyerem. Dwa okrążenia przed końcem von Brauchitsch z powodu uszkodzenia ramienia kierownicy wycofał się z wyścigu, przez co Grand Prix Węgier nie ukończył żaden kierowca Mercedesa. Zawody wygrał Nuvolari. Rosemeyer, który stracił do Włocha czternaście sekund, z powodu zmęczenia był wyciągany z samochodu przez lekarza Auto Uniona, dr. Gläsera. Podium uzupełnił Achille Varzi.

## Po wyścigu
Zmęczenie Rosemeyera wynikało z faktu, iż Auto Uniony nie były dostosowane do krętej trasy. Dłuższy o 16 cm od Alfy Romeo rozstaw osi, jak również silnik z tyłu, powodowały podsterowność samochodu i wibracje kierownicy w ciasnych zakrętach. Podczas wyścigu ręce Rosemeyera zaczęły krwawić, wskutek czego wyrzucił on rękawice. Po wyścigu został przewieziony do szpitala.
Grand Prix Węgier znajdowało się w kalendarzu AIACR w dwóch terminach: 27 czerwca 1937 oraz 29 czerwca 1938. Jednakże z powodu problemów finansowych organizatora i niestabilnej sytuacji politycznej organizacja tych wyścigów nie doszła do skutku.
Wskutek zniszczeń wojennych Węgry nie organizowały żadnego wyścigu międzynarodowego do początku lat 60., kiedy to na lotnisku Ferihegy zorganizowano wyścigi Formuły Junior. Népliget powrócił do organizacji wyścigów w latach 1964 i 1967, kiedy to odbywała się runda ETCC; wygrali ją odpowiednio Hubert Hahne i Andrea de Adamich. Od 1983 roku węgierski rząd podejmował starania mające na celu organizację wyścigu Formuły 1. W tym celu w latach 1985–1986 zbudowano tor Hungaroring, na którym w sezonie 1986 zainaugurowano pierwszy wyścig Formuły 1 w bloku wschodnim: Grand Prix Węgier. W ten sposób po pięćdziesięciu latach przywrócono na Węgrzech zawody najwyższej serii wyścigowej; wygrał je wówczas Nelson Piquet.

## Wyniki[2]

### Lista startowa
Na niebiesko zaznaczeni kierowcy rezerwowi.
| Nr | Kierowca                | Zespół                 | Samochód           | Silnik             | Opony |
| -- | ----------------------- | ---------------------- | ------------------ | ------------------ | ----- |
| 2  | Eileen Ellison          | T. Cholmondeley Tapper | Maserati 8CM       | Maserati 3,0 R8    | ?     |
| 4  | Austin Dobson           | A. Dobson              | Alfa Romeo P3      | Alfa Romeo 3,2 R8  | ?     |
| 6  | Charles Martin          | C. Martin              | Alfa Romeo P3      | Alfa Romeo 2,9 R8  | ?     |
| 8  | Raph                    | B. de las Casas        | Maserati V8RI      | Maserati 4,8 V8    | ?     |
| 10 | László Hartmann         | Officine A. Maserati   | Maserati 6CM       | Maserati 1,5 R6    | ?     |
| 12 | Hans Stuck              | Auto Union AG          | Auto Union C       | Auto Union 6,0 V16 | C     |
| 12 | Ernst von Delius        | Auto Union AG          | Auto Union C       | Auto Union 6,0 V16 | C     |
| 14 | Achille Varzi           | Auto Union AG          | Auto Union C       | Auto Union 6,0 V16 | C     |
| 16 | Bernd Rosemeyer         | Auto Union AG          | Auto Union C       | Auto Union 6,0 V16 | C     |
| 18 | Rudolf Caracciola       | Daimler-Benz AG        | Mercedes-Benz W25K | Mercedes 4,7 R8    | C     |
| 20 | Louis Chiron            | Daimler-Benz AG        | Mercedes-Benz W25K | Mercedes 4,7 R8    | C     |
| 22 | Manfred von Brauchitsch | Daimler-Benz AG        | Mercedes-Benz W25K | Mercedes 4,7 R8    | C     |
| 22 | Hermann Lang            | Daimler-Benz AG        | Mercedes-Benz W25K | Mercedes 4,7 R8    | C     |
| 24 | Tazio Nuvolari          | Scuderia Ferrari       | Alfa Romeo 8C-35   | Alfa Romeo 3,8 R8  | ?     |
| 26 | Antonio Brivio          | Scuderia Ferrari       | Alfa Romeo 8C-35   | Alfa Romeo 3,8 R8  | ?     |
| 28 | Mario Tadini            | Scuderia Ferrari       | Alfa Romeo 8C-35   | Alfa Romeo 3,8 R8  | ?     |
| 30 | Petre Cristea           | P. Cristea             | Ford Special       | Ford V8            | ?     |
| 32 | José de Villapadierna   | Scuderia Villapadierna | Alfa Romeo P3      | Alfa Romeo 3,2 R8  | ?     |
| Nr | Kierowca                | Zespół                 | Samochód           | Silnik             | Opony |

### Kwalifikacje
| P  | Nr | Kierowca                | Konstruktor(-silnik) | Czas    | Odstęp  | Strata  |
| -- | -- | ----------------------- | -------------------- | ------- | ------- | ------- |
| 1  | 16 | Bernd Rosemeyer         | Auto Union           | 2:38,15 | -       | -       |
| 2  | 12 | Hans Stuck              | Auto Union           | 2:39,83 | 0:01,68 | 0:01,68 |
| 3  | 22 | Manfred von Brauchitsch | Mercedes             | 2:39,87 | 0:00,04 | 0:01,72 |
| 4  | 24 | Tazio Nuvolari          | Alfa Romeo           | 2:40,08 | 0:00,21 | 0:01,93 |
| 5  | 18 | Rudolf Caracciola       | Mercedes             | 2:40,34 | 0:00,26 | 0:02,19 |
| 6  | 14 | Achille Varzi           | Auto Union           | 2:43,12 | 0:02,78 | 0:04,97 |
| 7  | 28 | Mario Tadini            | Alfa Romeo           | 2:47,52 | 0:04,40 | 0:09,37 |
| 8  | 20 | Louis Chiron            | Mercedes             | 2:49,65 | 0:02,13 | 0:11,50 |
| 9  | 4  | Austin Dobson           | Alfa Romeo           | 2:53,21 | 0:03,56 | 0:15,06 |
| 10 | 6  | Charles Martin          | Alfa Romeo           | 3:02,51 | 0:09,30 | 0:24,36 |
| 11 | 10 | László Hartmann         | Maserati             | 3:10,56 | 0:08,05 | 0:32,41 |
| P  | Nr | Kierowca                | Konstruktor(-silnik) | Czas    | Odstęp  | Strata  |

### Wyścig
| 1                                                     |    | 24       | Tazio Nuvolari              | Alfa Romeo | 50            | 2h14:03,46 |                   |
| 2                                                     |    | 16       | Bernd Rosemeyer             | Auto Union | 50            | +0:14,23   |                   |
| 3                                                     |    | 14       | Achille Varzi               | Auto Union | 48            | +2 okr.    |                   |
| 4                                                     |    | 28       | Mario Tadini                | Alfa Romeo | 47            | +3 okr.    |                   |
| 5                                                     |    | 12       | Hans Stuck Ernst von Delius | Auto Union | 47            | +3 okr.    |                   |
| 6                                                     |    | 4        | Austin Dobson               | Alfa Romeo | 45            | +5 okr.    |                   |
| 7                                                     |    | 10       | László Hartmann             | Maserati   | 44            | +6 okr.    |                   |
| Niesklasyfikowani                                     |    |          |                             |            |               |            |                   |
|                                                       |    | 22       | Manfred von Brauchitsch     | Mercedes   | 47            | +3 okr.    | układ kierowniczy |
|                                                       |    | 6        | Charles Martin              | Alfa Romeo | 33            | +17 okr.   | tylna oś          |
|                                                       |    | 18       | Rudolf Caracciola           | Mercedes   | 26            | +24 okr.   | silnik            |
|                                                       |    | 20       | Louis Chiron                | Mercedes   | 19            | +31 okr.   | sprężarka         |
| Nie wystartowali / niedopuszczeni do ponownego startu |    |          |                             |            |               |            |                   |
|                                                       |    | 2        | Eileen Ellison              | Maserati   |               |            | brak samochodu    |
|                                                       |    | 8        | Raph                        | Maserati   |               |            | brak samochodu    |
|                                                       |    | 26       | Antonio Brivio              | Alfa Romeo |               |            | nie przybył       |
|                                                       |    | 30       | Petre Cristea               | Ford       |               |            | nie przybył       |
|                                                       |    | 32       | José de Villapadierna       | Alfa Romeo |               |            | nie przybył       |
| P                                                     | Nr | Kierowca | Konstruktor                 | Okr.       | Czas / Strata | Komentarz  |                   |